# Howard Johnson's
Howard Johnson's, o Howard Johnson by Wyndham, es una cadena de hoteles y moteles en todo el mundo de propiedad estadounidense, ubicada principalmente en los Estados Unidos. También fue una cadena de restaurantes durante 97 años y fue ampliamente conocida solo por eso. Fundada por Howard Deering Johnson, fue la cadena de restaurantes más grande de los EE. UU. durante las décadas de 1960 y 1970, con más de 1,000 puntos de venta combinados propios y franquiciados.
Los hoteles y moteles de Howard Johnson ahora forman parte de Wyndham Hotels and Resorts . Los restaurantes de Howard Johnson se otorgaron en franquicia por separado de la marca del hotel a partir de 1986, pero en los años siguientes, se redujeron drásticamente en número. El último restaurante, en Lake George, Nueva York, cerró en 2022. La línea de alimentos congelados de supermercado, incluidos los helados, ya no se fabrica.

## Historia

### Primeros años
En 1925, Howard Deering Johnson pidió prestados $2,000 para comprar y operar una pequeña farmacia en Wollaston, un vecindario en Quincy, Massachusetts. Johnson se sorprendió lo fácil que le fue devolver el dinero que le habían prestado, tras descubrir que su dispensador de refresco recién instalado se había convertido en la parte más concurrida de su farmacia. Ansioso por asegurarse de que su tienda siguiera teniendo éxito, Johnson decidió idear una nueva receta de helado . Algunas fuentes dicen que la receta se basó en los helados y postres caseros de su madre, mientras que otras dicen que fue de un inmigrante alemán local, quien le vendió o le dio a Johnson la receta del helado. La nueva receta hizo que el helado tuviera más sabor debido al mayor contenido de grasa de mantequilla. Finalmente, Johnson creó 28 sabores de helado. Se le cita diciendo: "Pensé que tenía todos los sabores del mundo. Esos '28' (sabores de helado) se convirtieron en mi marca registrada ".
A lo largo de los veranos a finales de la década de 1920, Johnson abrió puestos franquiciados en propiedades frente al mar a lo largo de la costa de Massachusetts . Los puestos vendían refrescos, perritos calientes y helados. Cada stand fue un éxito. Con su éxito cada vez más notable, Johnson convenció a los banqueros locales para que le prestaran fondos para operar un restaurante. Se negoció y, hacia el final de la década, se abrió el primer restaurante de Howard Johnson en Quincy. Contó con almejas fritas, frijoles horneados, pasteles de pollo, salchichas de Frankfurt, helados y refrescos.
El primer restaurante de Howard Johnson recibió un gran apoyo en 1929, debido a un conjunto inusual de circunstancias: el alcalde de la cercana Boston, Malcolm Nichols, prohibió la producción de la obra de Eugene O'Neill, Strange Interlude en Boston. En lugar de luchar contra el alcalde, Theatre Guild trasladó la producción a Quincy. La obra de cinco horas se presentó en dos partes con un descanso para la cena. El primer restaurante de Howard Johnson estaba cerca del teatro y cientos de bostonianos influyentes acudían al restaurante. A través del boca a boca, más estadounidenses se familiarizaron con Howard Johnson Company.

### Expansión en las décadas de 1930 y 1940

El logotipo "Simple Simon and the Pieman" diseñado por John E. Alcott se convirtió en el símbolo corporativo de Howard Johnson Company a partir de la década de 1930.

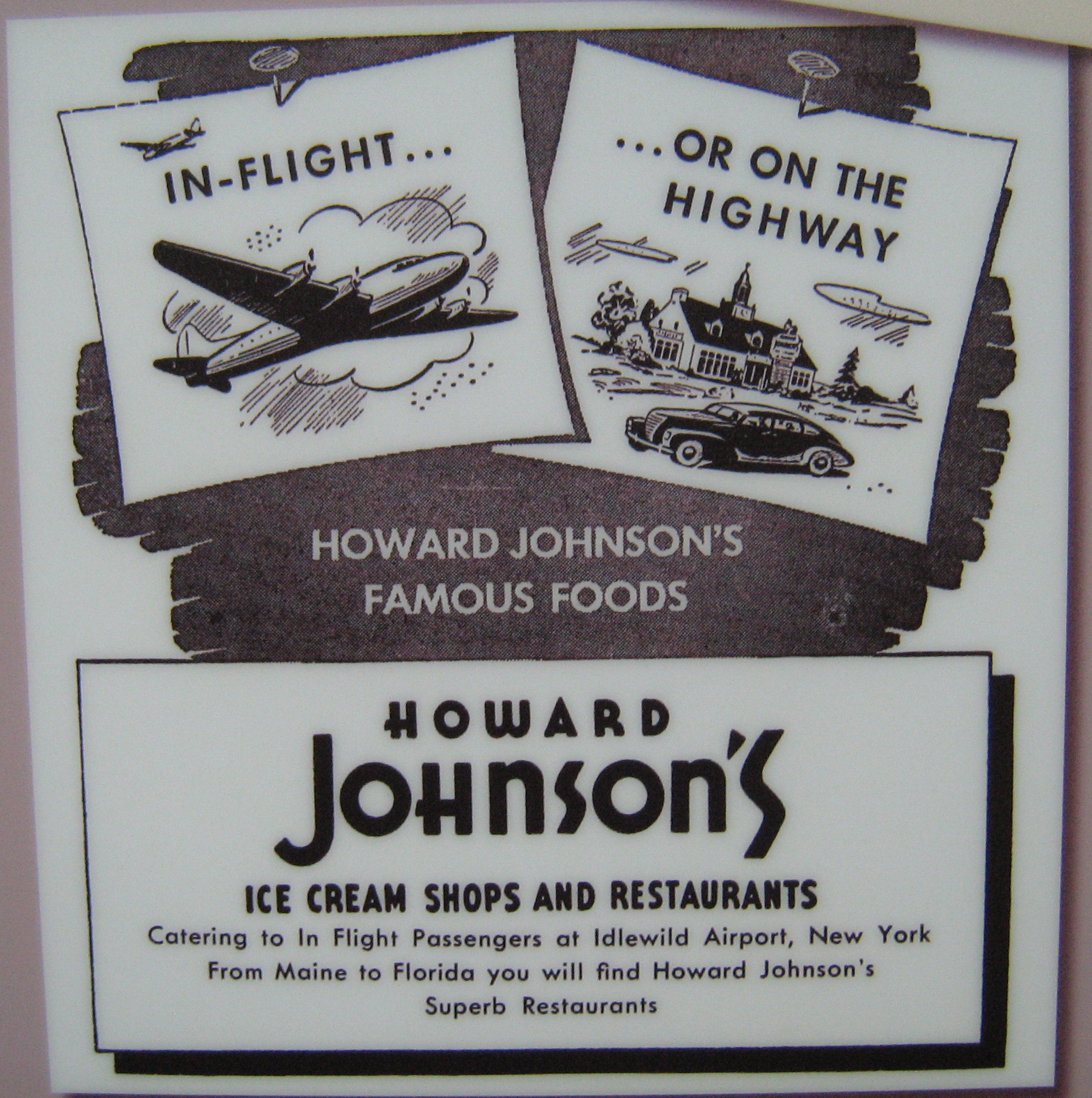
Howard Johnson ingresó al segmento de catering de aerolíneas.

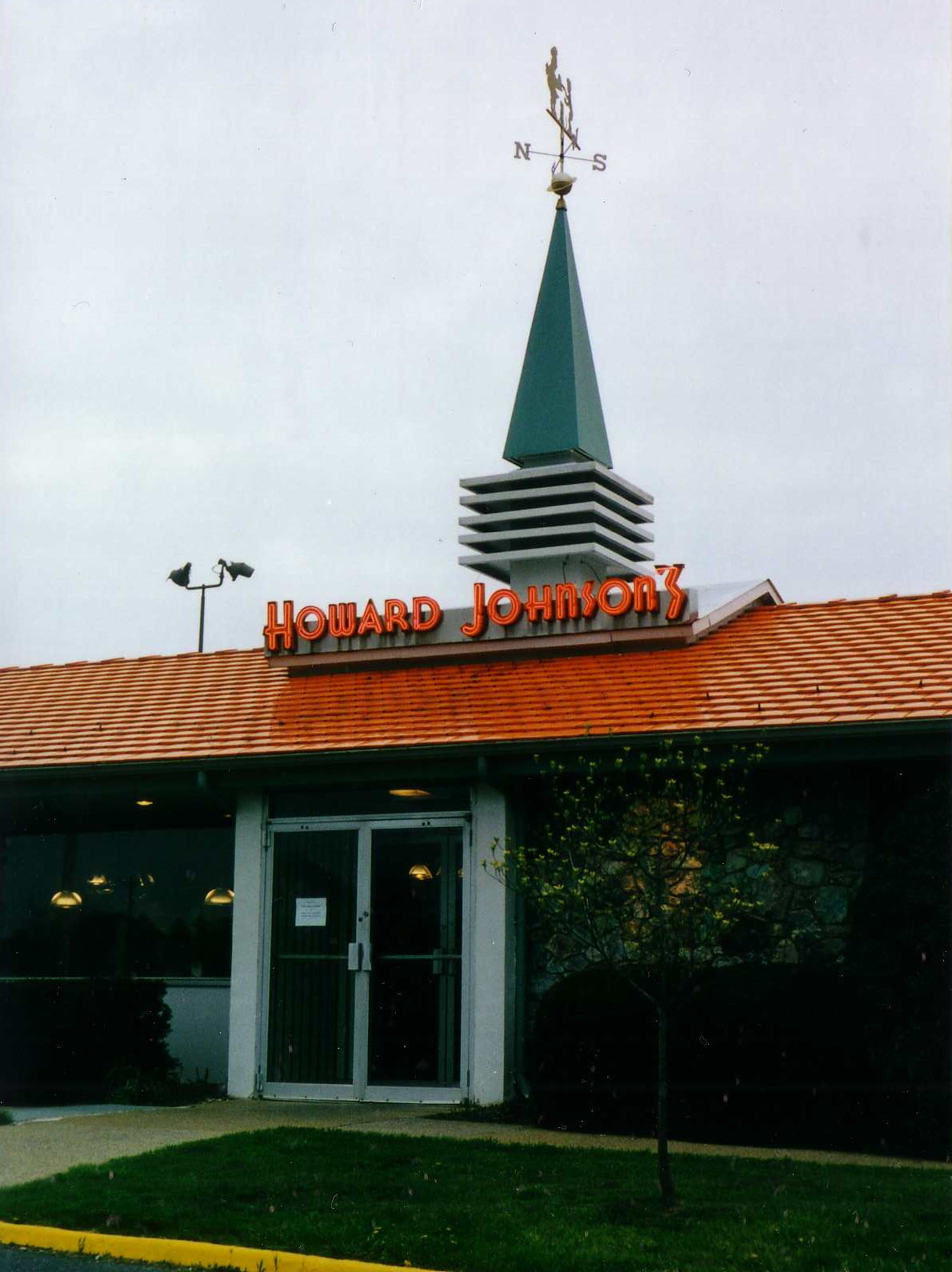
Entrada del restaurante Howard Johnson's con emblemática veleta.

Johnson quería expandir su empresa, pero la caída de la bolsa de valores de 1929 lo impidió. Después de esperar unos años y mantener su negocio, Johnson persuadió a un conocido en 1935 para que abriera un segundo restaurante Howard Johnson en Orleans, Massachusetts . El segundo restaurante era una franquicia y no era propiedad de la empresa. Este fue uno de los primeros acuerdos de franquicia de Estados Unidos.
A finales de 1936 había 39 restaurantes franquiciados más, creando un total de 41 restaurantes Howard Johnson. Para 1939, había 107 restaurantes de Howard Johnson a lo largo de las carreteras de la costa este de Estados Unidos, generando ingresos de $ 10,5 millones. En menos de 14 años, Johnson dirigió una red de franquicias de más de 10 000 empleados con 170 restaurantes, muchos de los cuales atendían a 1,5 millones de personas al año.
El éxito de Johnson le dio una oportunidad adicional de sacar provecho de la difusión de su nombre. Cuando Dorothy May Kinnicutt Parish (conocida como Sister Parish ) de una elevada posición económica comenzó su negocio de decoración en la década de 1930, Johnson la contrató para decorar el restaurante que construyó en Somerville, Nueva Jersey . Le dijo a un reportero de The New York Times : “Vestí a las camareras de aguamarina, pinté las paredes de aguamarina, hice los manteles individuales de aguamarina. Supongo que debo haber pensado que era bastante elegante, pero no he vuelto a hacer nada en agua desde entonces”. (citado en A History of Howard Johnson's por Anthony Mitchell Sammarco).
Los íconos únicos de techos naranjas, cúpulas y veletas en las propiedades de Howard Johnson ayudaron a los clientes a identificar los restaurantes y moteles de la cadena. La marca comercial del restaurante Simple Simon y el logotipo de Pieman fueron creados por el artista John Alcott en la década de 1930 mientras que los letreros de fibra de vidrio fueron esculpidos por Charles Pizzano .
Había 200 restaurantes de Howard Johnson cuando Estados Unidos entró en la Segunda Guerra Mundial .
Para 1944, solo 12 restaurantes de Howard Johnson permanecían en el negocio. Los efectos del racionamiento de guerra habían paralizado a la empresa. Johnson logró mantener su negocio sirviendo comida de economato a trabajadores de guerra y reclutas del Ejército de los Estados Unidos. Cuando se construyóPennsylvania Turnpike (1940), y más tarde Ohio Turnpike, New Jersey Turnpike y Connecticut Turnpike, Johnson presentó una oferta y ganó los derechos exclusivos para dar servicio a los conductores en los desvíos de las estaciones de servicio a través de los sistemas de autopistas de peaje.
En el proceso de recuperación de estas pérdidas, en 1947 Howard Johnson Company comenzó la construcción de 200 nuevos restaurantes en todo el sureste y el medio oeste de Estados Unidos. En 1951, las ventas de Howard Johnson Company ascendieron a 115 millones de dólares.

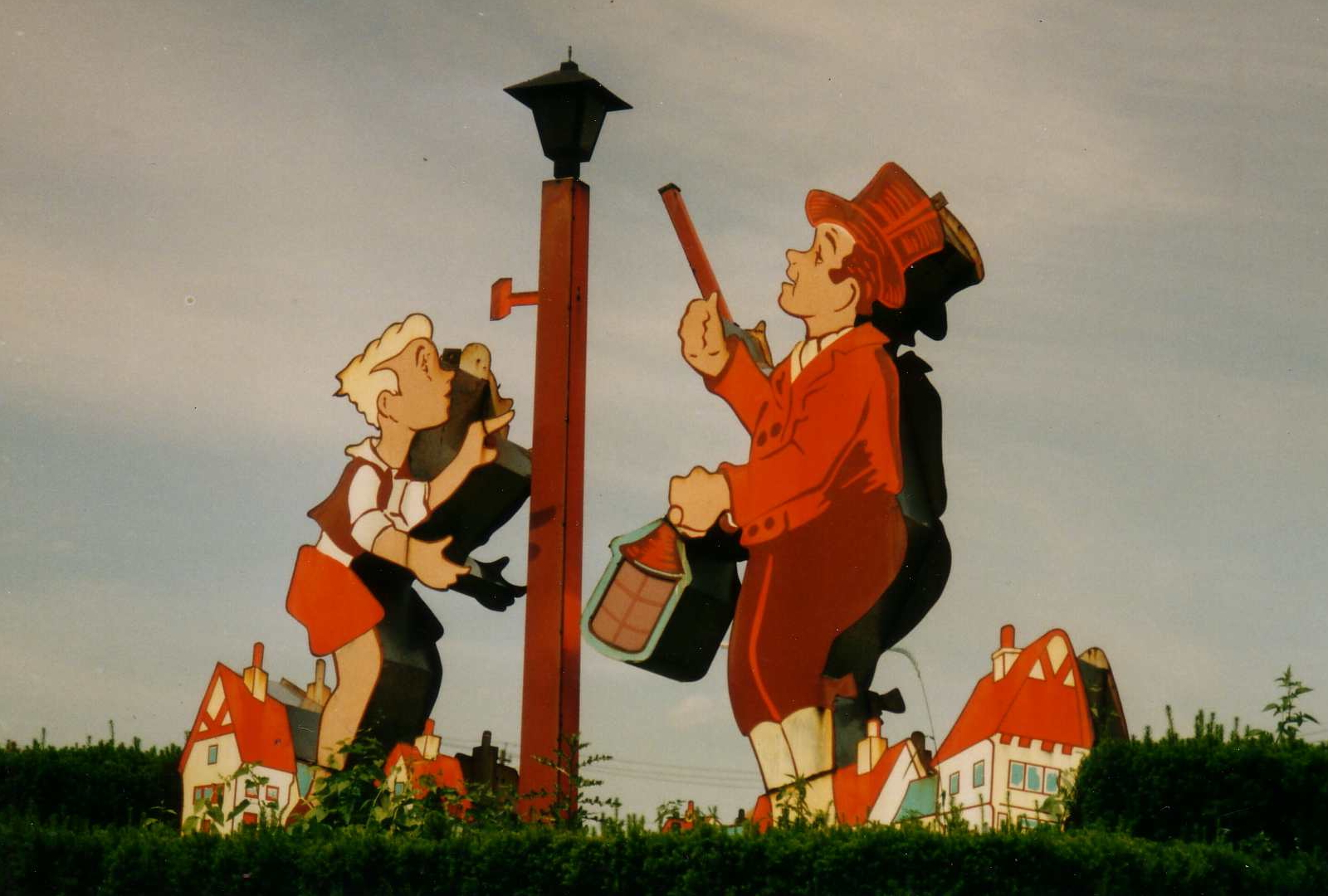
HoJo Motor Lodges utilizó un personaje de farolero que encendía una farola con el personaje de Simple Simon apuntando a la luz.

En 1954, había 400 restaurantes de Howard Johnson en 32 estados, aproximadamente el 10% de los cuales eran restaurantes de autopista de peaje propiedad de la empresa extremadamente rentables; el resto eran franquicias. Esta fue una de las primeras cadenas de restaurantes a nivel nacional.
Si bien muchos lugares vendían "almejas fritas", estaban enteras, lo que no era universalmente aceptado por el público comedor estadounidense. Howard Johnson popularizó las tiras de almejas fritas de Soffron Brothers Clam Company, el "pie" de las almejas marinas de caparazón duro. Se hicieron populares para comer de esta manera en todo el país.
En 1954, la compañía abrió el primer motel de Howard Johnson en Savannah, Georgia . La empresa contrató a los arquitectos Rufus Nims y Karl Koch para supervisar el diseño de las habitaciones y la puerta de entrada. Nims había trabajado anteriormente con la empresa, diseñando restaurantes. La marca comercial del restaurante Simple Simon and the Pieman ahora se unió a un personaje farolero en la comercialización de los moteles de la empresa. Según los historiadores culturales, la cadena se convirtió en sinónimo de viajes entre los automovilistas y vacacionistas estadounidenses, en parte debido a las omnipresentes vallas publicitarias al aire libre de Johnson.
En 1959, Howard Deering Johnson, que había fundado y dirigido la empresa desde 1925, entregó el control a su hijo, Howard Brennan Johnson, que entonces tenía 26 años. El Johnson ya de edad avanzada observó como dirigía su hijo la empresa hasta su muerte en 1972 a la edad de 75 años.
Howard Johnson Company se hizo pública en 1961; había 605 restaurantes, 265 propiedad de la empresa y 340 con franquicia, así como 88 moteles de Howard Johnson con franquicia en 32 estados y las Bahamas .
En 1961, Johnson contrató a los chefs neoyorquinos Pierre Franey y Jacques Pépin para supervisar el desarrollo de alimentos en el economato principal de la empresa en Brockton, Massachusetts . Franey y Pépin desarrollaron recetas para los platos exclusivos de la empresa que podían congelarse rápidamente y entregarse en todo el país, lo que garantizaba un producto consistente.

### Derechos civiles
Mientras que el histórico Brown v. Junta de Educación de la Corte Suprema de los Estados Unidos en 1954 eliminó la segregación en las escuelas públicas, la segregación y el mantenimiento de las instalaciones públicas solo para blancos continuaron en otros dominios, incluida la cadena Howard Johnson. La segregación en los restaurantes de Howard Johnson provocó una crisis internacional en 1957, cuando un restaurante de Howard Johnson en Dover, Delaware, rechazó el servicio a Komla Agbeli Gbedemah, el ministro de finanzas de Ghana, lo que provocó una disculpa pública del presidente Dwight D. Eisenhower . El Congreso de Igualdad Racial, o por sus siglas en inglés CORE, jugó un papel decisivo en la organización de protestas y sentadas en las ubicaciones de Howard Johnson en varios estados.
La ciudad de Durham, Carolina del Norte, se destacó como foco de acción contra los restaurantes y hoteles segregados, incluido el de Howard Johnson. El 12 de agosto de 1962, el abogado y activista de los derechos civiles Floyd McKissick inició la primera de múltiples mítines y manifestaciones contra establecimientos segregados en Durham, incluido el restaurante Howard Johnson's en Chapel Hill Boulevard, que culminó en múltiples protestas del 18 al 20 de mayo de 1963 en detenciones masivas así como terminó en un eventual acercamiento al gobierno de la ciudad. El futuro senador y candidato presidencial Bernie Sanders, mientras estudiaba en la Universidad de Chicago en 1962, ayudó a organizar un piquete en la ubicación de Howard Johnson en Cicero, Illinois, durante su tiempo como activista estudiantil de CORE.
El 7 de diciembre de 1962, Howard Johnson Company emitió un comunicado de prensa en el que se oponía a la segregación racial en sus restaurantes, citando su política empresarial contra la discriminación: "Donde ha sido posible cambiar el funcionamiento de los restaurantes operados por nuestra empresa en el Sur para ajustarse a nuestra política nacional de servicio sin discriminación, así se ha hecho”. La carta, escrita en conjunto con CORE y NAACP, elogió a las organizaciones y alineó la política de la empresa con su perspectiva de que la segregación "no era defendible".
Se sabía que los restaurantes de Howard Johnson en la década de 1960 se adaptaban a los miembros de la comunidad LGBTQ, particularmente en el área metropolitana de Nueva York. El 21 de abril de 1966, en Howard Johnson's en el vecindario de Greenwich Village, Dick Leitsch, Craig Rodwell y John Timmins, todos miembros del capítulo de Nueva York de Mattachine Society, uno de los primeros grupos estadounidenses de derechos de los homosexuales, patrocinaron el restaurante como parte de una demostración de 'Sip-In' en protesta por las leyes de licor de Nueva York que impedían atender a los clientes homosexuales. A los hombres se les sirvieron bebidas sin incidentes en el restaurante; más tarde visitaron Julius' Bar, donde se les negó el servicio, lo que eventualmente llevó a cambios en las leyes. A fines de la década de 1960, la activista de liberación gay y drag queen autoidentificada Marsha P. Johnson decidió el nombre de drag queen "Marsha P. Johnson", obteniendo Johnson del restaurante Howard Johnson's en la Avenida 42.

### Nuevas cadenas y un público cambiante
En la década de 1930, HD Johnson compró el Wayland Red Coach Grill y lo utilizó como modelo para un nuevo concepto, una cadena de restaurantes de carnes más exclusiva llamada Red Coach Grills . Si bien tuvieron cierto éxito, no fueron lo suficientemente rentables. Eventualmente, los últimos 15 Red Coach Grills se vendieron en 1983 a un ejecutivo de la compañía que los cerró. En 1969, Johnson volvió a probar un nuevo concepto de restaurante, Ground Round . Fue un éxito. Aunque no era un restaurante de Howard Johnson, la cadena Ground Round era propiedad de la empresa y tenía franquicias, lo que aumentaba las ganancias de Howard Johnson Company.
Los 28 sabores de helado y los precios de las comidas económicas hicieron posible atraer a las familias. La empresa también inició algunas promociones para niños. Uno era un club de cumpleaños. Los niños se inscribieron con anticipación y se les enviaron tarjetas de cumpleaños canjeables por una comida gratis, un pastel y, en algunos lugares, globos y piruletas. Las comidas de los miembros de la familia se cobraron a tarifas normales. El restaurante de Springfield, Nueva Jersey, envió 10.000 tarjetas un año, y obtuvieron un 50 por ciento de retorno de aquellos que vinieron a aprovechar la oferta de cumpleaños.
Los menús para niños eran un elemento básico atractivo de Howard Johnson's. Además de ofrecer comida para niños a precios más bajos, la firma del diseñador industrial John Alcott creó una variedad de menús que mantuvieron a los niños entretenidos. Algunos eran mapas de los Estados Unidos, uno era una guía del sistema métrico. Otro menú podría convertirse en una máscara si se agregaba una cuerda en casa.
Howard Johnson's también realizó concursos. Si una persona presentaba una prueba a través de un cupón de verificación de que había probado los 28 sabores de helado, el siguiente cono de helado era gratis.
En 1975, Howard Johnson Company tenía más de 1000 restaurantes y más de 500 moteles en 42 estados y Canadá. La empresa alcanzó su apogeo ese año, pero el final de la década de 1970 marcó el principio del fin de Howard Johnson Company. Debido al embargo petrolero de 1973, los restaurantes y moteles de Howard Johnson, que recibían el 85% de los ingresos de los viajeros, perdieron beneficios cuando los estadounidenses no podían permitirse viajes largos o vacaciones frecuentes. En lugar de promocionar los restaurantes a los viajeros, la dirección sabía que tenía que centrarse en los centros de población cercanos. Además, el modelo de la empresa de servir comida preparada con ingredientes de alta calidad en comedores tradicionales era costoso en comparación con las innovaciones introducidas por establecimientos de comida rápida como McDonald's, que diseñó sus productos y restaurantes para atraer a familias con niños más pequeños. Por esta época, la cadena introdujo "Hojo Cola" y otros refrescos de marca privada, lo que decepcionó a algunos clientes que preferían productos familiares como Coca-Cola o Pepsi .
La compañía sufrió dos incidentes infames en una propiedad en el distrito comercial central de Nueva Orleans con 18 meses de diferencia. El primero fue un incendio en julio de 1971, provocado por dos huéspedes furiosos que habían sido expulsados del hotel, que mató a seis personas. El segundo, en enero de 1973, fue un asedio angustioso de un día. El ex Pantera Negra Mark Essex usó el techo del hotel como una posición de francotirador, matando a tres policías, al gerente general y al asistente del gerente general del hotel, y a una pareja de Virginia, que estaban en una luna de miel tardía. También hirió a policías, bomberos y civiles. Luego, en Jericho, Nueva York, el 8 de noviembre de 1974, la cantante y actriz Connie Francis fue violada en Jericho Turnpike Howard Johnson's Lodge. Ella demandó a la cadena de moteles por su falla en la seguridad y ganó un juicio de $ 2.5 millones, uno de los juicios más grandes en ese momento, lo que llevó a una reforma en la seguridad del hotel. Su violador nunca fue encontrado.
HB Johnson intentó optimizar las operaciones de la empresa y reducir costos, como servir comida más barata y tener menos empleados.  Esta estrategia no tuvo éxito, porque los clientes compararon desfavorablemente esta nueva era de los restaurantes y moteles de Howard Johnson con los servicios que habían llegado a conocer anteriormente. En un esfuerzo adicional por hacer que la empresa sea más exitosa y rentable, Johnson creó otros conceptos, como HoJos Campgrounds y 3 Penny Inns para alojamiento, así como Deli Baker Ice Cream Maker y Chatt's para restaurantes. Todos estos conceptos fracasaron, lo que provocó la desaparición de la empresa.
A fines de la década de 1990, el Eastern Nazarene College compró y renovó la fábrica de dulces y las oficinas ejecutivas de Howard Johnson en Wollaston para formar el Adams Executive Center.

### Cambios en la propiedad
En 1979, Johnson aceptó una oferta de adquisición de más de 630 millones de dólares de Imperial Group PLC de Londres, Inglaterra. Imperial obtuvo 1.040 restaurantes (75% de propiedad de la empresa/25% en franquicia) y 520 moteles (75% en franquicia/25% de propiedad de la empresa). En 1981, Imperial reclutó a G. Michael Hostage, entonces director ejecutivo de Continental Baking Company y exvicepresidente ejecutivo de Marriott Corporation, para reemplazar a Johnson como director ejecutivo. Después de cuatro años, a pesar de los avances en un cambio radical, Imperial cambió de rumbo y vendió la empresa. Habiéndose negado a considerar la propuesta de Hostage de liderar una compra apalancada, Imperial contrató a Goldman Sachs quien, con la ayuda de Hostage, vendió la compañía a Marriott en 1986. En una transacción contemporánea, Marriott vendió el negocio de alojamiento para automóviles y la marca comercial Howard Johnson a Prime Motor Inns, una empresa de Nueva Jersey.

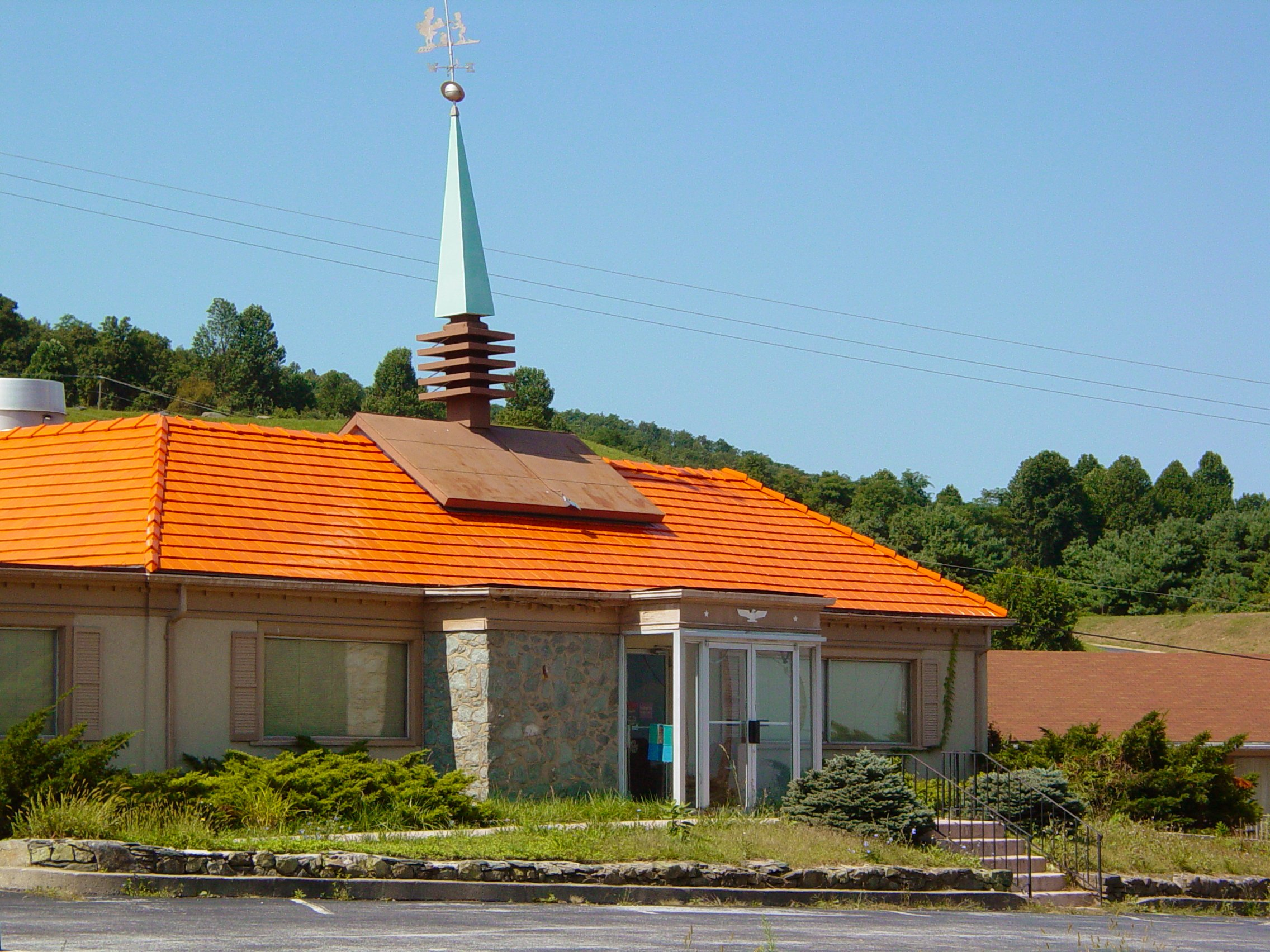
El restaurante de Howard Johnson pintado con un esquema de color "ambiental" de la década de 1970

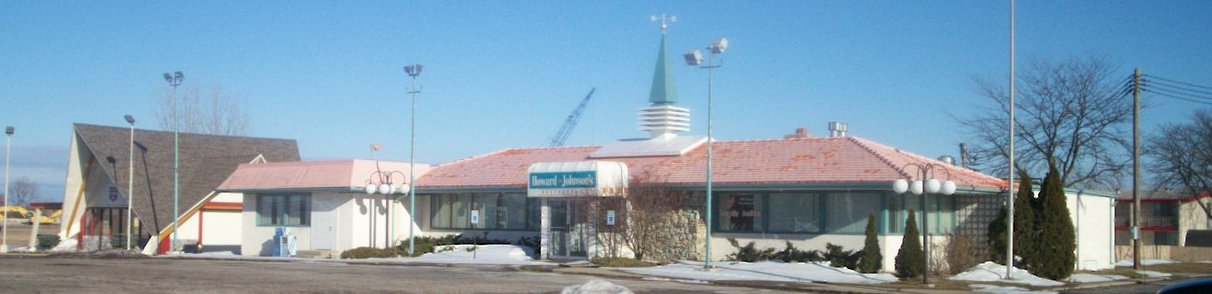
Un antiguo restaurante de Howard Johnson en Bay City, Míchigan, que cerró en 2005. Tenga en cuenta el antiguo motel adyacente, ahora ocupado por Econo Lodge.

Marriott estaba interesado en los restaurantes propiedad de la empresa para el sector inmobiliario. Marriott ya era dueño de los restaurantes Big Boy y Roy Rogers . En 1982, adquirió Host International, que había operado varias paradas de descanso en carreteras. Muchos de los sitios establecidos de Howard Johnson se encontraban en ubicaciones privilegiadas de carreteras que podrían convertirse de manera rentable en Big Boy o en varias pancartas de comida rápida . Como Marriott demolió rápidamente los restaurantes propiedad de la compañía o los convirtió en la cadena de restaurantes Bob's Big Boy, el número de restaurantes de Howard Johnson que quedaban en 1985 se redujo drásticamente. Solo los restaurantes franquiciados permanecieron intactos.
Marriott dejó intactos todos los alojamientos de motel propiedad de la empresa y franquiciados, ya que el acuerdo requería que se vendieran un año después (en 1986) a Prime Motors Inns, un franquiciado existente con 63 moteles.

## Desinversión en los moteles
Prime Motors Inns continuó preservando los moteles, al igual que lo había hecho Marriott, hasta que los mercados hoteleros y de bienes raíces débiles hicieron que vendiera sus activos y cesara sus operaciones en 1990. Aquellos involucrados con los moteles de propiedad y franquicia de la compañía se unieron y formaron Howard Johnson Acquisition Corporation. Obtuvieron con éxito todos los derechos para operar y mantener los moteles de propiedad y franquicia de la empresa. Manteniendo estos derechos, cambiaron su nombre a "Howard Johnson International Incorporated", que se convirtió en una subsidiaria de "Hospitality Franchise Systems Incorporated", que eventualmente se fusionó con otras compañías para formar Cendant . En 2006, Cendant se dividió en Wyndham Worldwide y otras tres empresas.
Wyndham operaba la marca Howard Johnson bajo muchos "niveles" según el precio, el nivel de comodidades y los servicios ofrecidos. Bajo Cendant/Wyndham, la cadena se convirtió en un lugar de estacionamiento para conversiones de franquicias, que eran moteles independientes existentes que habían sido renovados y agregados a la cadena para brindarles acceso a un nombre reconocido a nivel nacional y una infraestructura central de reservas. Como estas propiedades no se construyeron originalmente como sitios de Howard Johnson, carecían de la arquitectura distintiva y algunas no tenían ningún restaurante.

El proyecto de revitalización propuesto por Howard Johnson se conoció como el proyecto Renew y comenzó en 2015.

Howard Johnson Express Inns, Howard Johnson Inns, Howard Johnson Hotels y Howard Johnson Plaza Hotels varían desde moteles de servicio limitado hasta propiedades de servicio completo con conserjes y centros de negocios en el lugar. Howard Johnson comenzó a ofrecer un desayuno continental "Rise 'N' Dine" en algunos lugares económicos de servicio limitado. La cadena abolió los múltiples niveles de precios en 2015.

## Desinversión de la marca del restaurante
Si bien los alojamientos de moteles y franquicia de Howard Johnson Company han resistido a la prueba del tiempo desde que fueron vendidos por Howard Johnson Company en 1979, los restaurantes no lo hicieron. Debido a que Marriott eliminó todos los restaurantes propiedad de la empresa, los propietarios de los restaurantes franquiciados temían la eliminación y se unieron en 1986 y crearon "Franchise Associates Incorporated" o (FAI). En 1986, Marriott otorgó a FAI los derechos para operar y mantener los restaurantes de Howard Johnson. Cuando Cendant adquirió los moteles de Howard Johnson, se ofrecieron a trabajar junto con FAI para asegurar la expansión de la cadena de restaurantes.[cita requerida]
Ya en 1987, el presidente de la FAI, George Carter, reconoció que "Tenemos el concepto, pero necesita modernizarse desesperadamente, interna y externamente. A Howard Johnson se le permitió cansarse y volverse obsoleto. Debemos deshacernos de esa imagen de plástico. . . Cualquier cosa puede salvarse si se invierte una gran cantidad de tiempo, dinero y esfuerzo. Y Howard Johnson necesita todas esas cosas".
Si bien se conservó la cadena de restaurantes Howard Johnson, FAI no tenía suficiente dinero para expandirse a nuevas ubicaciones o renovar la marca. Con la excepción de una heladería de Howard Johnson en Puerto Rico, FAI nunca abrió un nuevo restaurante ni amplió la cadena.

### Década de 1990: luchando bajo la FAI
En 1990, un restaurante existente en Canton, Massachusetts, fue remodelado como prototipo para una nueva era de restaurantes de Howard Johnson, pero el concepto fracasó y, después de menos de una década de funcionamiento, el restaurante prototipo cerró en la primavera de 2000. Se hicieron intentos para renovar el 25% del menú y crear una nueva imagen, pero estos esfuerzos resultaron insuficientes ya que la cadena descuidada durante mucho tiempo siguió perdiendo terreno frente a las operaciones de comida rápida del mercado masivo. Para marzo de 1995, estaba claro que la cantidad de restaurantes estaba disminuyendo, y el directorio oficial de FAI enumeraba solo 84 restaurantes que quedaban en los EE. UU. y Canadá.

### Década de 2000: fuerte declive
Para 2005, había menos de ocho restaurantes sobrevivientes. Una combinación de falta de visión, falta de reinversión de capital, restaurantes envejecidos, un menú obsoleto, falta de marketing o nuevas ideas, y la competencia de otras cadenas había pasado factura; los restaurantes cerraban sus puertas. FAI cesó sus operaciones en 2005, el mismo año en que cerró la ubicación de Springfield, Vermont y el último restaurante de la cadena en la ciudad de Nueva York .
Cendant adquirió los derechos para operar y mantener los restaurantes restantes de Howard Johnson. En 2006, Cendant los vendió a La Mancha Group LLC, que había propuesto una expansión agresiva de la cadena de restaurantes que nunca se materializó. Después de que el restaurante Waterbury, Connecticut se convirtiera en The Brass House Restaurant en abril de 2007, solo quedaron tres ubicaciones. Cendant se dividió en cuatro empresas más pequeñas en 2006; su grupo hotelero se convirtió en Wyndham Worldwide, mientras que otras partes se escindieron por separado para convertirse en Avis Budget Group, Realogy, Travelport y Affinion Group .
Una línea de alimentos congelados de la marca Howard Johnson desapareció de las tiendas de comestibles después de que Fairfield Farms Kitchens cerrara su planta de Brockton, Massachusetts en 2006 y America's Kitchen of Atlanta, Georgia cerrara en mayo de 2008.

### Década de 2010: desvanecimiento
En la primavera de 2012, uno de los últimos tres restaurantes originales de Howard Johnson cerró, en Lake George, y se puso a la venta. La personalidad de televisión, chef y autora Rachael Ray trabajó una vez en ese sitio mientras vivía en Lake George cuando era adolescente. Para 2013, solo quedaban abiertos dos restaurantes originales, pero el Bangor (hotel y restaurante) ya no tenía el distintivo techo naranja. Si bien el nivel más alto de la franquicia hotelera (HoJo Hotel Plaza) incluía un restaurante, no había ningún requisito de que replicaran los menús, el formato o la marca de la antigua cadena de restaurantes Howard Johnson.
Con La Mancha Group LLC ya no tenía actividad, Wyndham Hotel Group ahora poseía los derechos del negocio de alimentos de HoJo, así como la cadena de hoteles Howard Johnson. En 2013, Wyndham propuso una revitalización de la marca Howard Johnson que devolvería sabores selectos de helado a los hoteles, adoptaría un nuevo logotipo, eliminaría gradualmente los múltiples niveles de marca, renovaría las propiedades y las rediseñaría como una cadena de escala media baja a partir de 2015.  A pesar de que Wyndham siguió adelante con la eliminación de los niveles de hotel y la implementación de un programa de renovación de habitaciones (de inspiración retro), todos los demás planes, incluidos los relacionados con las operaciones de alimentos y restaurantes, fueron desechados.
El 10 de enero de 2015, el restaurante "Lake George Family Restaurant" abrió dentro del antiguo restaurante Howard Johnson's Lake George (1953-2012), luego de que su contrato de arrendamiento fuera transferido de sus propietarios originales, DeSantis Enterprises, a John Larock en agosto de 2014. Al elegir aprovechar una cláusula de abuelo, John Larock lo reabrió como un restaurante de Howard Johnson, lo que elevó brevemente el número de restaurantes restantes a tres.
El 31 de marzo de 2015, Lake Placid, NY, Howard Johnson's cerró, dejando solo dos ubicaciones restantes. Luego, en septiembre de 2016, el restaurante Bangor, el último restaurante en funcionamiento continuo de la cadena original, cerró; la última ubicación restante de los más de 1,000 originales. Para 2016 solo quedaba el restaurante Lake George, lo que se consideraba un lugar controvertido.

### Década de 2020: cierre definitivo
A pesar de que el restaurante Lake George proclamó la resiliencia como "El último en pie", se cuestionó su autenticidad como un verdadero restaurante de Howard Johnson debido a su menú diferente y críticas negativas. Una operación nueva desde cero, carecía de un personal de cocina y un equipo anteriormente conectado o experimentado con la cadena de restaurantes Howard Johnson's. Si bien conservó un edificio original y un nombre de marca comercial, no tenía conexión oficial con Wyndham o la extinta FAI, operando completamente como una entidad independiente y reimaginada.
En enero de 2017, la propiedad de Lake George salió a la venta y se propusieron proyectos de remodelación para el sitio. El 12 de octubre de 2017, el propietario John Larock fue arrestado y condenado por acoso sexual de empleadas, y el 31 de octubre de 2018 comenzó a cumplir una sentencia de prisión de seis meses. El restaurante siguió funcionando con Larock como propietario, pero estaba abierto esporádicamente, con días y horarios limitados.
En marzo de 2022, después de una serie de controversias, el restaurante Lake George cerró permanentemente, el último restaurante en usar el nombre de Howard Johnson.

## Otras lecturas
- Carayannis, Elias G.; Ziemnowicz, Christopher (2007). «The Case of Howard Johnson's Restaurant Chain: Schumpeter's Creative Entrepreneurial Beginning and 'Innovation-less' Ending». Rediscovering Schumpeter. Palgrave Macmillan. ISBN 978-1-4039-4241-8.
- Sammarco, Anthony Mitchell (13 de agosto de 2013). A History of Howard Johnson's: How a Massachusetts Soda Fountain Became an American Icon. The History Press. ISBN 9781609494285. (enlace roto disponible en Internet Archive; véase el historial, la primera versión y la última).